# Julius Voegtli

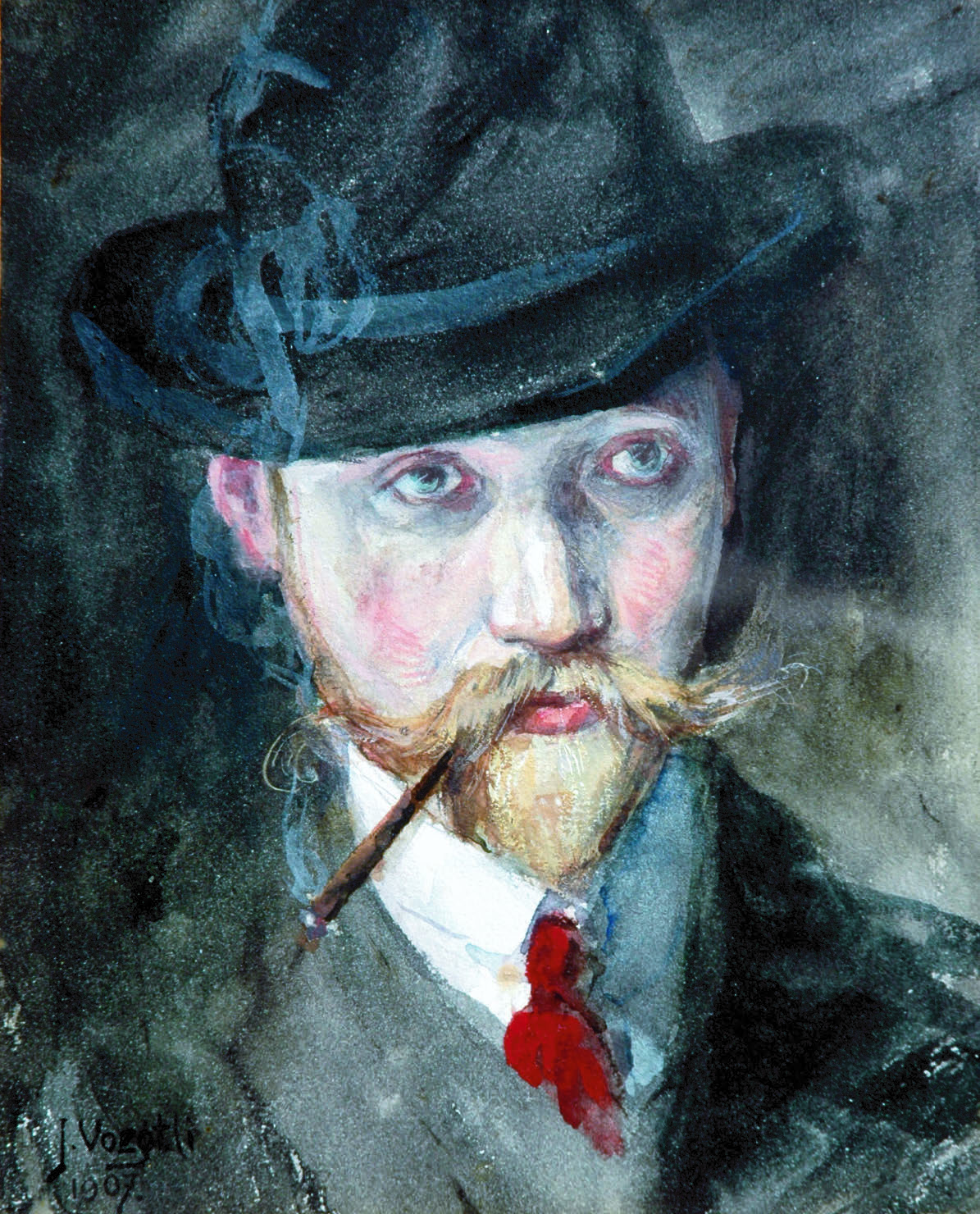
Zelfportret (1910, aquarel op papier)

Julius Voegtli (Malters, 29 maart 1879 - Biel, 21 november 1944) was een Zwitserse kunstschilder.

## Biografie
Voegtli was zoon van een arts. Hij studeerde vanaf 1902 aan de Academie voor Schone Kunsten van München onder de Duitse landschaps- en genreschilder Karl Raupp (1837-1918). Voegtli vestigde zich in Biel bij Bern en was daar betrokken bij de gemeentepolitiek. Hij bekleedde verschillende functies rond infrastructuur en stadsplanning. Bij leven genoot Voegtli relatief weinig bekendheid. De grootste expositie van zijn werk vond plaats in 1931 in  Galerie Benador in Zwitserland waar een honderdtal van zijn schilderwerken werden tentoongesteld. Naar aanleiding van die tentoonstelling kreeg Voegtli gunstige kritieken in de lokale krant Express, vooral voor zijn aquarellen. Voegtli overleed op 65-jarige leeftijd.

## Schilderijen
De invloed van zijn leermeester Karl Raupp is zichtbaar in de eerste werken van Voegtli, die neigen naar het realisme. Voegtli zette zich echter al vroeg af van deze traditionele stijl en werd beïnvloed door de impressionisten, postimpressionisten, fauvisten en expressionisten. Zijn schilderijen worden gekenmerkt door levendige en gedurfde kleuren en door een snelle penseeltoets.  Voegtli schilderde landschappen, portretten, stillevens en karikaturen. Hij kreeg ook opdrachten voor fresco's in openbare gebouwen. Vooral na zijn dood kreeg zijn werk internationale bekendheid en hij geldt als een van de vaandeldragers van het impressionisme in Zwitserland.
Het NMB (Neues Museum Biel) bezit verschillende van zijn schilderijen.

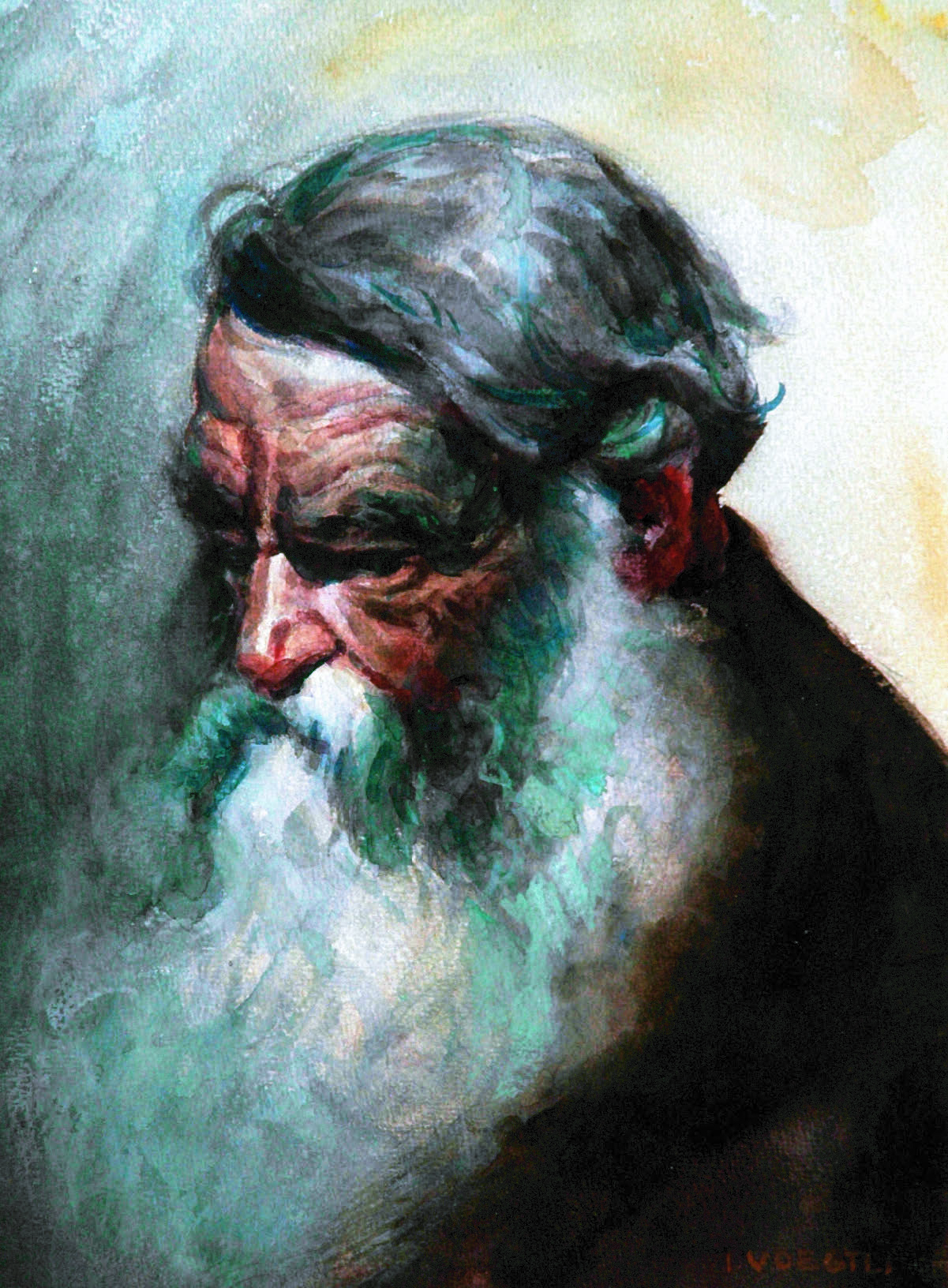
Alter Mann mit Bart
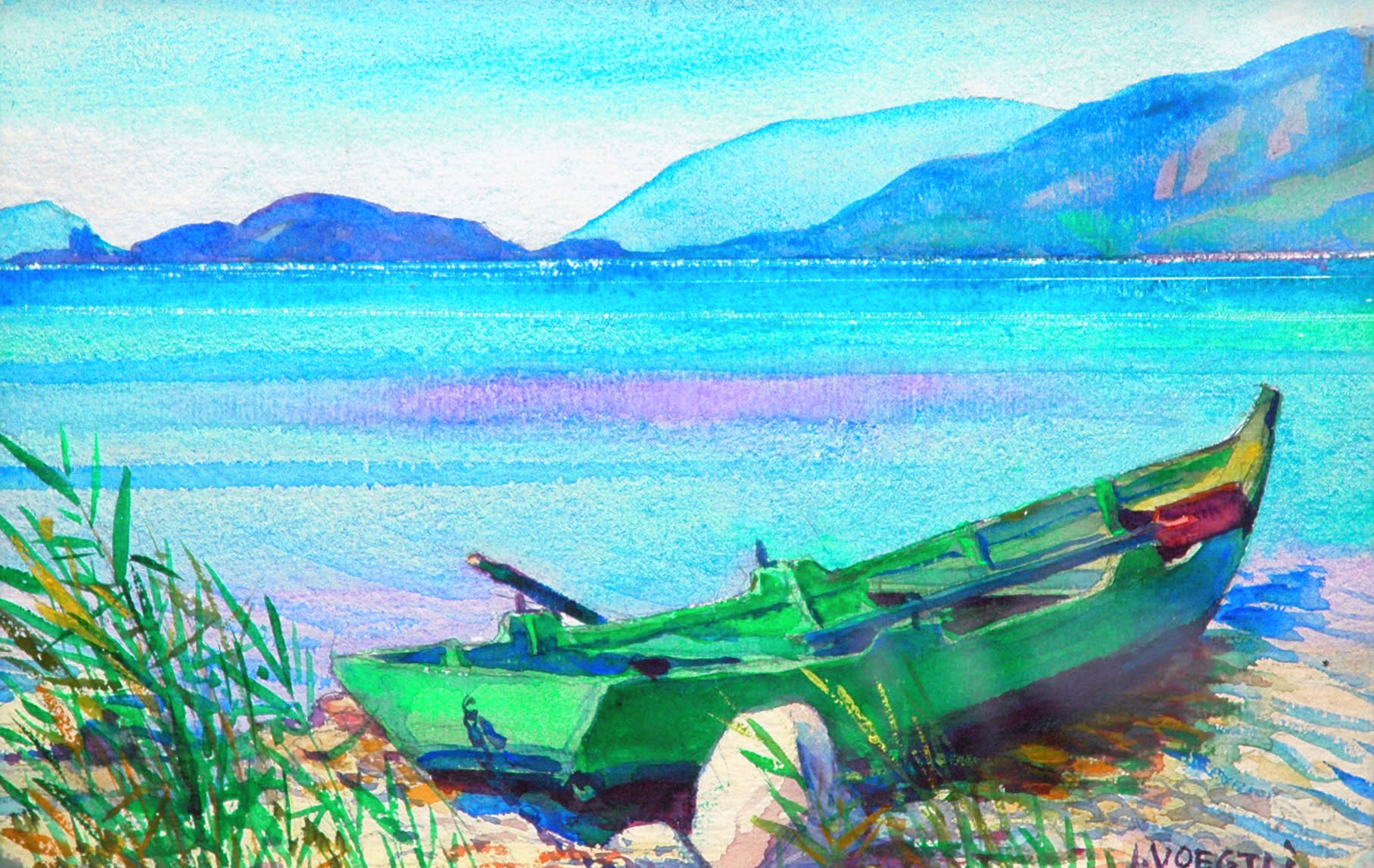
Am Bielersee
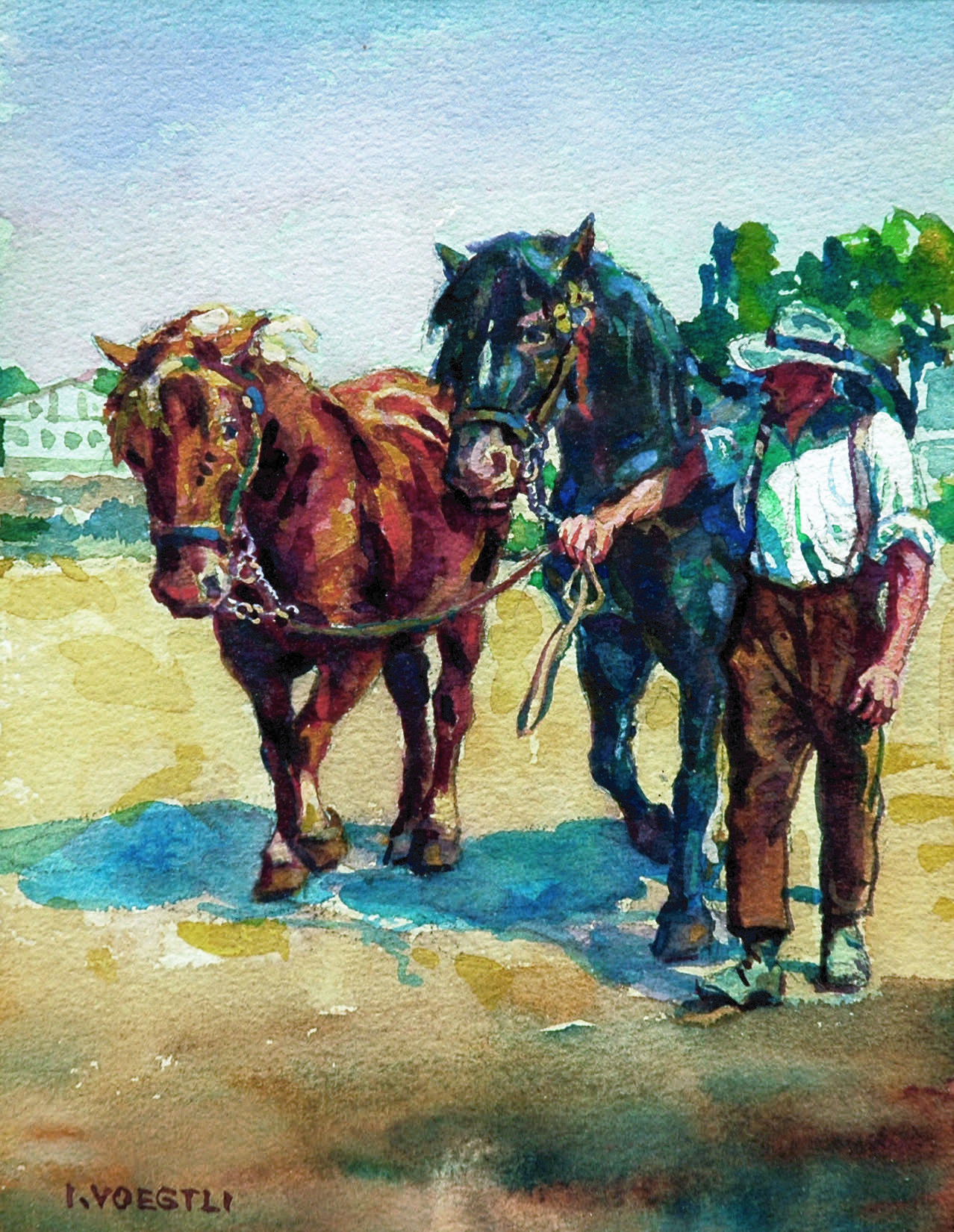
Bauer mit Pferden
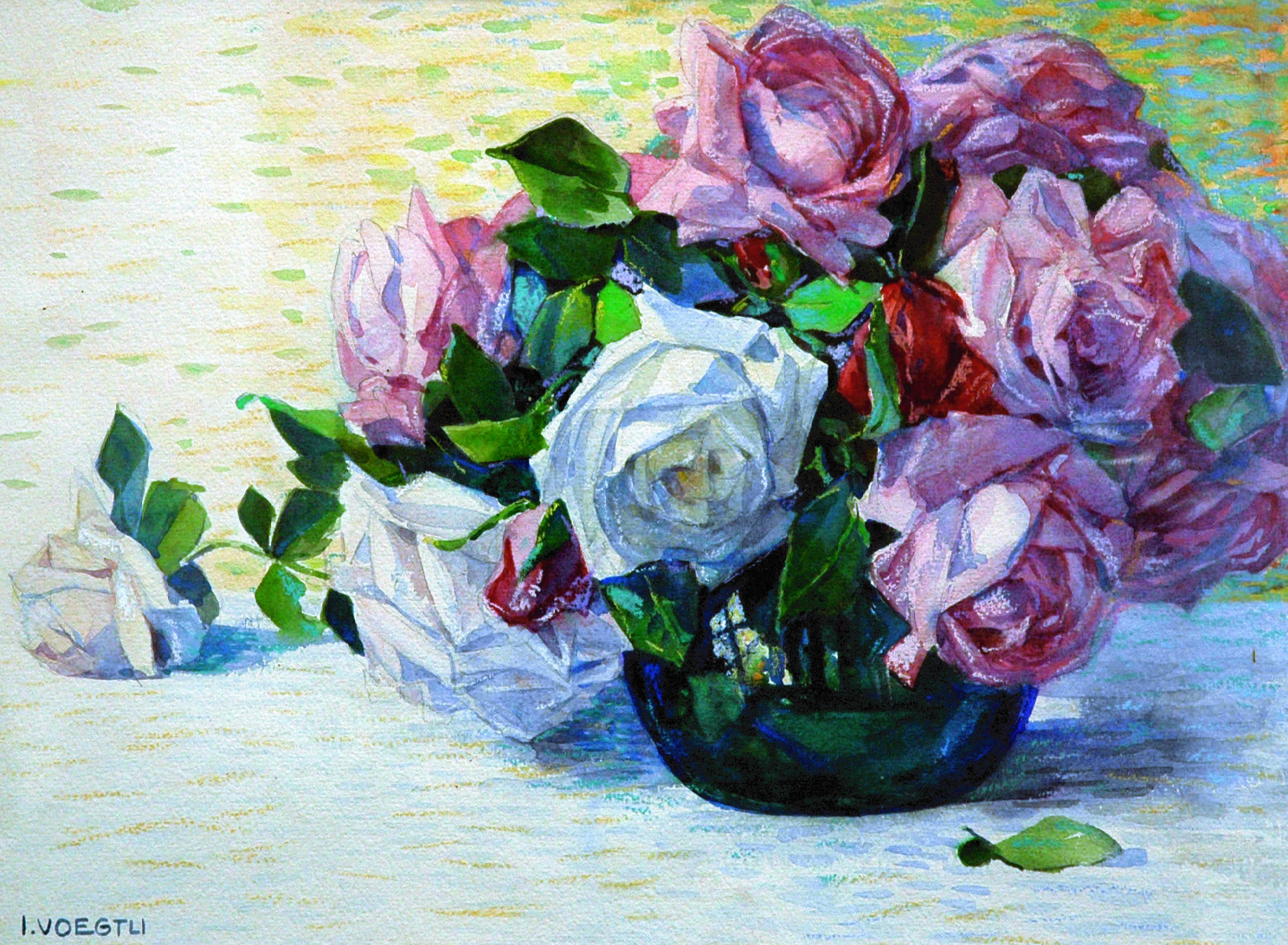
Rosen in der Vase
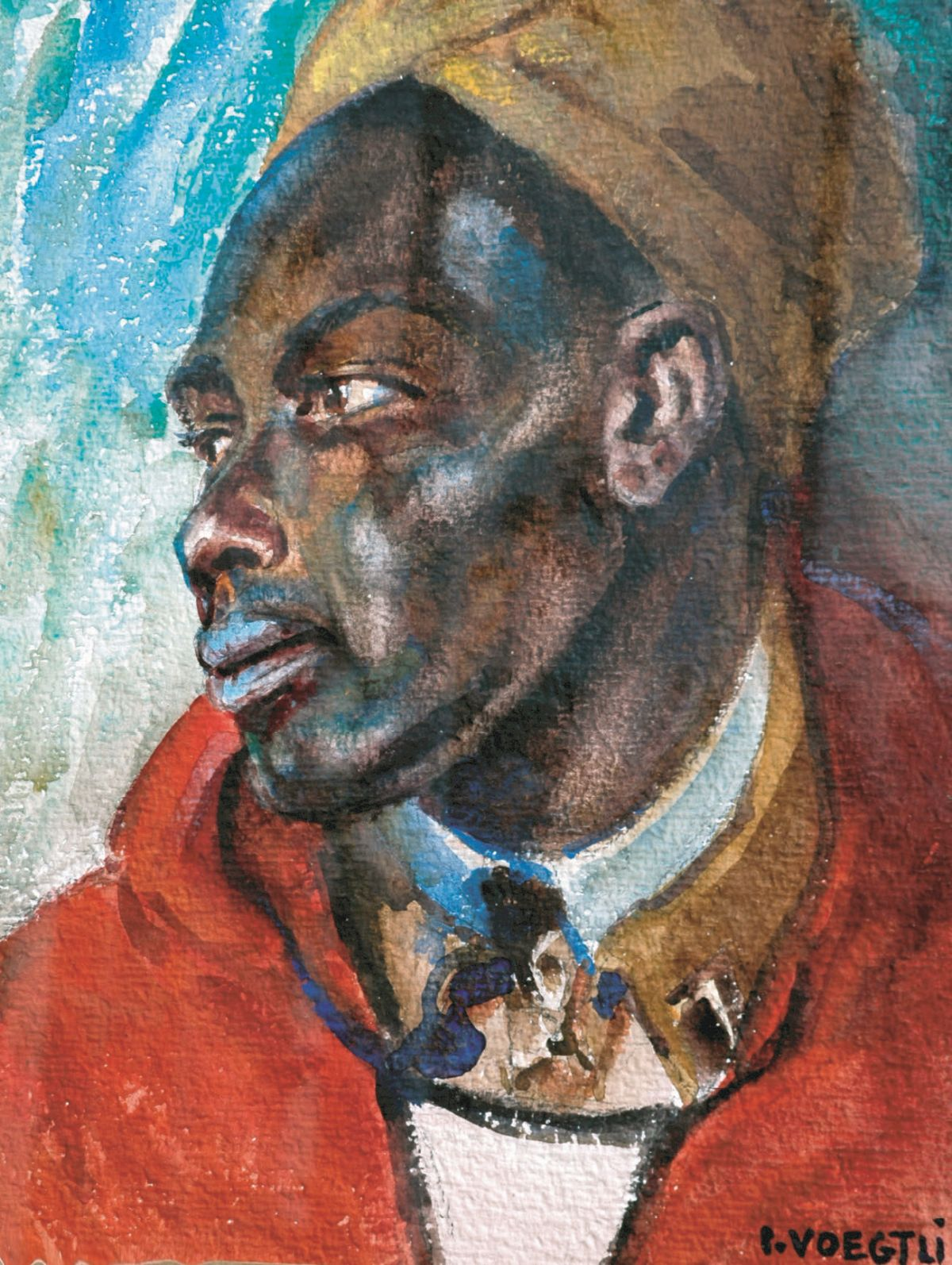
Spahi

## Literair werk
Naast zijn schilderwerk liet Voegtli twee Duitstalige, literaire werken na:
- Hagebutten (1923), verzameling korte, geïllustreerde verhalen;
- Flammen in den Herzen (1936), toneelstuk.